# Indigofera sisalis
Indigofera sisalis är en ärtväxtart som beskrevs av Jan Bevington Gillett. Indigofera sisalis ingår i släktet indigosläktet, och familjen ärtväxter. Inga underarter finns listade i Catalogue of Life.